# Doryopteris pentagona
Doryopteris pentagona är en kantbräkenväxtart som beskrevs av Pichi-serm. Doryopteris pentagona ingår i släktet Doryopteris och familjen Pteridaceae. Inga underarter finns listade.